# جاده ئی۵۷ اروپا
جاده ئی۵۷ اروپا (به انگلیسی: European route E57) یکی از جاده‌های اصلی قاره اروپا است.
این جاده که از شهر ساتلت (اتریش) شروع شده، در شهر لیوبلیانا (اسلوونی) به پایان میرسد و مسافت آن ۴۱۱ کیلومتر است.